# Lyla Rocco
Lyla Rocco (a menudo acreditada como Lila Rocco o Lilla Rocco) (Trieste, 18 de enero de 1933-Roma, 17 de enero de 2015) fue una actriz italiana.

## Biografía
Debutó en el cine en 1951 en un pequeño papel como enfermera en la película Anna de Alberto Lattuada. Al año siguiente participó en el concurso de belleza Miss Italia y fue elegida Miss Cine. Posteriormente intervino en alrededor de una treintena de títulos, interpretando principalmente papeles en películas de Serie B, de comedia y musicarelli. Su actuación más importante fue en la película de Franco Zeffirelli Camping (1957), donde interpretó a una chica esnob y sofisticada que coquetea en broma con un torpe Nino Manfredi. Otros títulos destacables en su filmografía son Mia nonna poliziotto (1958) de Steno, Simpatico mascalzone (1959) de Mario Amendola y Caccia all'uomo (1961) de Riccardo Freda. También trabajó en la televisión, donde cabe destacar Las aventuras de Nicola Nickleby (1958), Una tragedia americana (1962) y Ciudadela (1964), entre otras.
Se casó en primeras nupcias con el actor estadounidense Steve Barclay en 1954, boda que fue anulada nueve años después. Tras su segundo matrimonio con el actor Alberto Lupo en 1964, abandonó definitivamente su carrera artística.
Está enterrada junto con Alberto Lupo en el cementerio de San Felice Circeo.

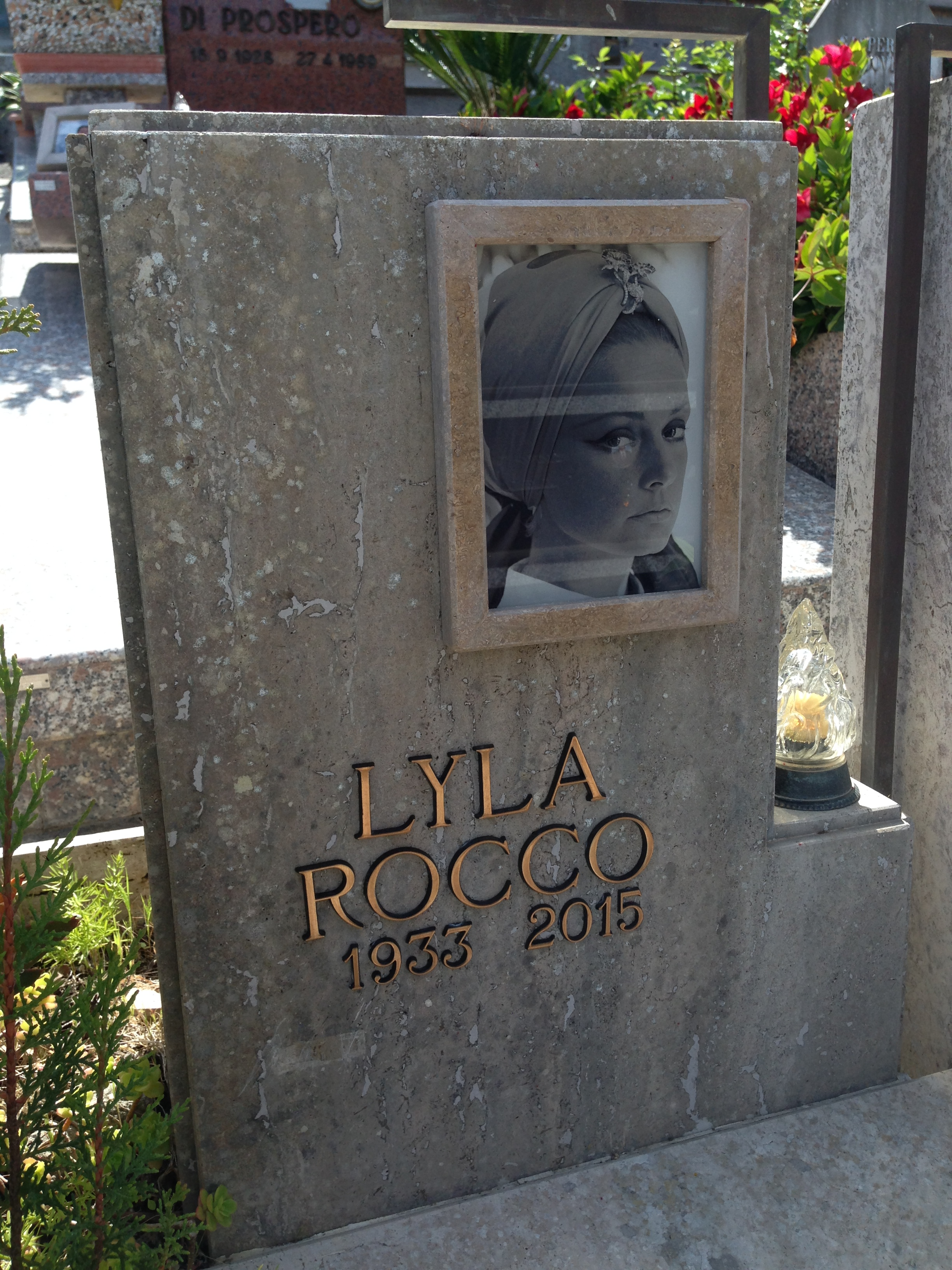
Tumba de Lyla Rocco en el cementerio de San Felice Circeo.

## Filmografía
- Anna (1951)
- Tre storie proibite (1952)
- La voce del sangue (1952)
- Ragazze da marito (1952)
- Prima di sera (1953)
- La signora senza camelie (1953)
- Viaggio in Italia (1954)
- Quattro donne nella notte (1954)
- Murió hace quince años (1954)
- Alta costura (1954)
- Tripoli, bel suol d'amore (1954)
- Il mantello rosso (1955)
- Motivo in maschera (1955)
- Silenzio... si spara! (1955)
- Canzoni di tutta Italia (1955)
- La ladra (1955)
- Ciao, pais... (1956)
- Un colpo da due miliardi (1957)
- Le feu aux poudres (1957)
- Amarti è il mio destino (1957)
- Camping (1957)
- Ragazzi della marina (1957)
- Giovani mariti (1958)
- Mia nonna poliziotto (1958)
- Il giovane leone (1959)
- Simpatico mascalzone (1959)
- L'ultima preda del vampiro (1960)
- Caccia all'uomo (1961)